# Carlo Antoni
Carlo Antoni, italijanski novinar in filozof slovenskega porekla, *  15. avgust 1896, Senožeče, † 3. avgust 1959, Rim.

## Življenje in delo
Rodil se je v Senožečah tržaškima zakoncema. Oče je bil v Senožečah direktor pivovarne, žena se mu je v visoki nosečnosti pridružila, da bi se umaknila tržaški pripeki. V krstni knjigi v Senožečah je zapisan kot Antonič. Tako se je, s strešico vred, nekajkrat tudi podpisal v začetnem dopisovanju z Benedettom Crocejem. Ko se je začela 1. svetovna vojna, je prišel iz Pariza, kjer je študiral, v Firence in maja 1915 stopil med grenadirje. Med 1. svetovno vojno je v Trstu kot iredentist prostovoljno stopil v italijansko vojsko. Po vojni je sam vložil zahtevek za poitaljanjenje priimka.  Diplomiral in učil je v Pulju in Neaplju. Po letu 1930 se je posvetil novinarstvu ter sodeloval z časopisoma Resto del Carlino in La Stampa. V letih 1932-1937 je delal v Istituto di studi germanici v Rimu, kasneje pa je učil nemščino na Univerzi v Padovi, še ko so profesorji morali priseči zvestobo fašizmu, in postajal vedno bolj očiten protifašist. Badoglievi vladi se je ponudil kot posrednik za pogajanja s Slovenci. Po kapitulaciji Italije se je pridružil odporniškemu gibanju. V letih 1944−1948 je bil predsednik organizacije Comitato giuliano v Rimu in komisar pri Istituto per le relazioni culturali con l'estero. Od 1946 je v Rimu poučeval filozofijo zgodovine, od 1955 pa zgodovino moderne filozofije. Po njem je imenovana ulica v Trstu.